# Teula de Mar
Teula de Mar (en occità, Teula de Mar; en francès Théoule-sur-Mer) és un municipi occità francès, situat al departament dels Alps Marítims i a la regió de Provença – Alps – Costa Blava. No pertany a la regió administrativa d'Occitània, de recent creació, sinó a la Occitània com a terme que engloba els territoris de parla occitana. El municipi fou creat el 1929 a partir de 3 pobles que anteriorment formaven part del municipi de Mandaluec i la Napola: Teula, La Galèra i La Figaireta.
El municipi tanca el Golf de la Napola per banda la sud-oest.

## Demografia
| 1962                                       | 1968 | 1975 | 1982  | 1990  | 1999  | 2006  |
| ------------------------------------------ | ---- | ---- | ----- | ----- | ----- | ----- |
| 711                                        | 733  | 798  | 1.010 | 1.216 | 1.296 | 1.499 |
| Des de 1962: població sense dobles comptes |      |      |       |       |       |       |

## Administració
| Període | Identitat       | Partit |
| ------- | --------------- | ------ |
| 2001-   | Daniel Mansanti | UMP    |